# Північне море
Півні́чне мо́ре — частина Атлантичного океану, омиває береги Норвегії і Данії на сході, Шотландії і Англії — на заході, Німеччини, Нідерландів, Бельгії і Франції — на півдні.
Відгалуженням Півні́чного мо́ря є Скагеррак між Данією, Норвегією, і Швецією, який з'єднується з Балтійським морем через Каттегат, Орезунд, Великий Бельт і Малий Бельт.
На півдні Північне море з'єднується з рештою Атлантики через Па-де-Кале і далі — Англійський Канал, а на півночі — через Норвезьке море.
Площа моря становить 565 тис. км² (з протокою Скагеррак); глибина — до 809 м; мілина Доґґер-банка; впадають річки: Рейн, Ельба (Німеччина), Темза (Велика Британія). В акваторії моря поширене рибальство, а також ведеться активний видобуток нафти та природного газу;

## Географічне середовище
Північне море розташоване у північно-східній частині Атлантичного океану, будучи його окраїнним морем. Простягнувшись між Північно-Західною Європою і Великою Британією, Оркнейськими і Шетландськими островами, на півночі воно з'єднується з Норвезьким морем, на сході — через протоки Скагеррак, Каттегат і Данські протоки (Великий Бельт, Малий Бельт і Ересунн), а також Кільський канал — з Балтійським, а на південному заході, через протоки Па-де-Кале і Ла-Манш, сполучається з Атлантикою. У дуже давні часи цей морський басейн був частиною великих рівнин Північної Європи, яку в кінці льодовикового періоду затопили води Атлантичного океану.
Разом з затокою Скагеррак площа Північного моря становить 544 тис. км². Північне море відносно мілководне — його середня глибина становить 96 м. У південній частині моря трапляються мілини, шар води над якими не перевищує 40 м; під впливом вітрів і сильних морських течій вони постійно переміщаються, що дуже ускладнює навігацію. Найбільші глибини (в тому числі і максимальна — 809 м) розташовані в глибоководному Норвезькому жолобі, який простягається вздовж південного узбережжя Норвегії від протоки Скагеррак до Норвезького моря; глибоководні (понад 450 м) розломи виявлені і в західній частині моря, наприклад, на схід від Единбурга.
Характерна риса донного рельєфу Північного моря — різка зміна глибин і великі мілини, звані тут банками. Над найбільшою з них, Доггер-банкою біля північних берегів Англії, глибина становить всього 15-30 м. Колись тут розташовувалося плоскогір'я, що піднімалося над рівниною. Тепер ці води добре прогріваються сонцем, тому вони багаті на корм, отож тут скопичуються величезні косяки риби (голландське dogger буквально означає «ловити тріску»). Інша знаменита мілина — Гудмін-Санд біля берегів графства Кент на південному сході Англії.
Температура поверхневих вод у лютому (мінімум) коливається від 2 °C в протоці Скагеррак до 7,5 °C на північному заході, а в серпні (максимум) — від 12,5 °C до 18 °C, відповідно. Така порівняно висока температура зумовлена впливом теплої Північно-Атлантичної течії, яка потрапляє сюди з Норвезького моря. На межі з Балтикою помітно холодніше. Солоність води становить 31-35 проміле і сягає максимальних значень на півночі, де море зливається з Атлантикою. На сході солоність Північного моря помітно нижча через приплив холодних і менш солоних вод Балтики, а також впадіння в нього таких великих річок, як Рейн, Ельба, Везер, Шельда і Темза. Висота припливів коливається від 0,2 м біля берегів Норвегії до 7,6 м біля узбережжя Англії; морські течії орієнтовані проти годинникової стрілки і рухаються зі швидкістю близько 1 км/год.

### Межі
Міжнародна гідрографічна організація визначає межі Північного моря так:
На південному-заході. Лінія з'єднує маяк Вальде (Франція, (50°59′06″ пн. ш. 1°55′00″ сх. д. / 50.98500° пн. ш. 1.91667° сх. д.)) з найпівнічнішою точкою затоки святої Маргарет (Англія, 51°10′00″ пн. ш. 1°24′00″ сх. д. / 51.16667° пн. ш. 1.40000° сх. д.).
На північному-заході. Від Даннет-Гед (58°06′00″ пн. ш. 3°22′00″ сх. д. / 58.10000° пн. ш. 3.36667° сх. д.), Шотландія через Торнесс (58°47'N) на острові Хой, через острів до Кейм-оф-Хой (58°55'N) далі на Брек-Несс на Мейнленд (58°58'N) через цей острів до Коста-Гед (3°14'W) і до Інга-Несс (59'17'N) на Вестрей через Вестрей, до Боу-Гед, через Мулл-Гед (північна точка Папа-Вестрей) і на Сіл-Скері (північна точка Норт-Роналдсей) і до Самборо-Гед (або Horse Holm) (південна точка Шетландських островів).
На півночі Від північної точки (Fethaland Point) Мейнленду, через Гравеланд-Несс (60°39'N) на острові Йелл, через острів до Глоуп-Несс (1°04'W) і через Спу-Несс (60°45'N) i на острові Анст, через Анст до Герма-Несс (60°51'N), південно-західна точка Раммблінгу і Макл-Флагга (60°51′ пн. ш. 0°53′ зх. д. / 60.850° пн. ш. 0.883° зх. д.); звідти на північ по меридіану 0°53' West до перетину з 61°00' North і на схід уздовж цієї паралелі до узбережжя Норвегії.
На сході. Західна межа Скагерраку — лінія, що з'єднує миси Ганстгольм (57°07′ пн. ш. 8°36′ сх. д. / 57.117° пн. ш. 8.600° сх. д.) і Ліннеснес, 58° пн. ш. 7° сх. д. / 58° пн. ш. 7° сх. д.).

## Геологія

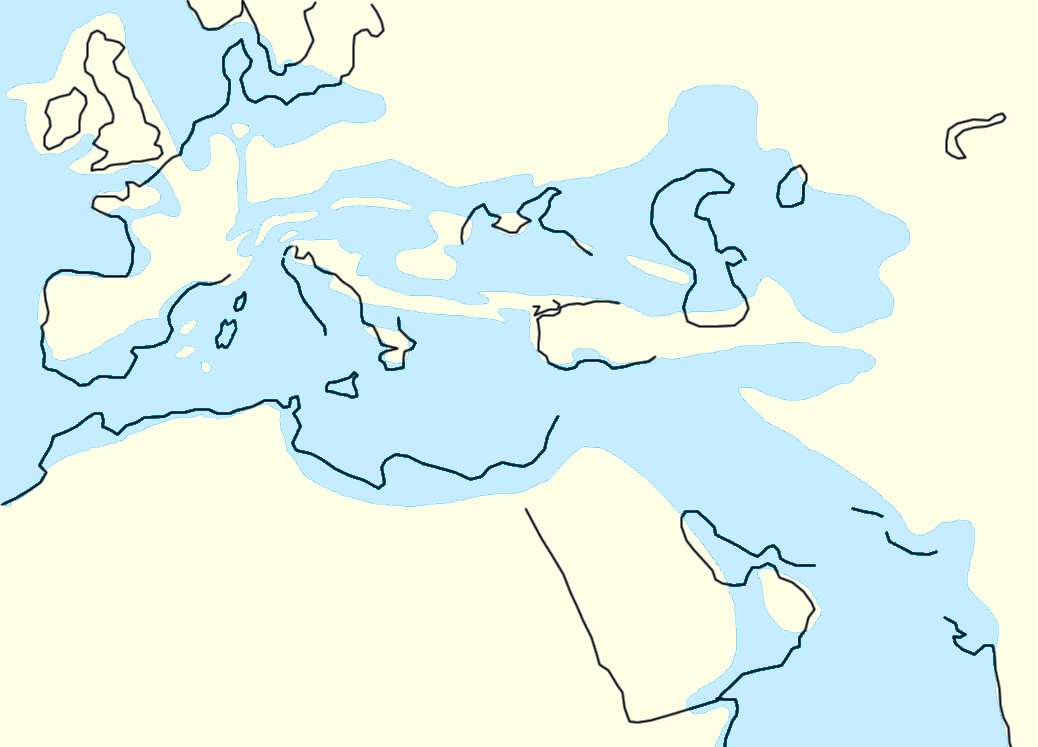
Попередник Північного моря між 34 мільйонів років тому і 28 мільйонів років тому

Мапа гіпотетично існувалого Доггерланду (близько 8 Кілороків до Р. Х.), — суходолу між Великою Британією та Континентальною Європою

Рифтогенез, що утворив північну частину Атлантичного океану протягом юрського і крейдяного періодів, близько 150 мільйонів років тому, викликав тектонічне підняття на терені сьогоденних Британських островів. З того часу, мілководні епіконтинентальні моря майже безперервно існували між суходолом Фенноскандії і Британськими островами. Попередники нинішнього Північного моря зазнавали трансгресії та регресії протягом геологічного часу. Іноді воно було з'єднано з іншими мілководними морями, такими, як море Паризького басейну на південному заході, з Паратетісом на південному сході, або океаном Тетіс на півдні
Під час пізньої крейди, близько 85 мільйонів років тому, весь терен сьогоденної Континентальної Європи, за винятком Скандинавії, був архіпелагом. До початку олігоцену, 34-28 мільйонів років тому, суходіл що є сьогоденною Західною і Центральною Європою, майже повністю відокремив Північне море від океану Тетіс, який поступово стиснувся до Середземномор'я, тоді як Південна Європа і Південно-Західна Азія стали сушею Північне море було відокремлено від Англійського каналу вузьким сухопутним мостом, поки його не було зруйновано щонайменше двома катастрофічними повенями між 450 і 180 тис. років тому з початком четвертинного періоду близько 2,6 мільйонів років тому, евстатичний рівень моря падав під час кожного льодовикового періоду, а потім збільшувався. Кожен раз, під час гляціалу, Північне море зазнавало регресії. Сьогоденна берегова лінія формується після останнього льодовикового максимуму, коли море почало затоплювати європейський континентальний шельф

## Клімат
Акваторія моря лежить в помірному кліматичному поясі. Над морем увесь рік панують помірні повітряні маси. Переважає західний перенос. Спостерігаються значні сезонні коливання температури повітря. Зволоження достатнє або надмірне. Цілий рік переважає циклонічна діяльність, погода мінлива, часті шторми. Відносно тепла зима з нестійкою погодою і сильними вітрами; прохолодне літо з більш спокійною погодою.
Західні, південно-західні і північно-західні морські вітри приносять часті тумани й дощі, тоді підняті поривами вітру хвилі сягають 6-7 м висоти, а біля узбережжя Шотландії — 11 м, що сильно ускладнює судноплавство.

## Узбережжя

### Узбережжя Німеччини
Береги Німеччини — південна межа Північного моря — заболочені низини, які під час морських припливів ховаються під водою. Уздовж берега тягнеться ланцюжок Північно-Фризьких (найбільший з них — Зільт) і Східно-Фризьких островів, що частково належать Данії. Оскільки Північна Німеччина розташована в зоні західних морських вітрів, зими в цих місцях найчастіше м'які, з середньою температурою січня 1 °C, а літо досить прохолодне — близько 16 °C (липень). Через великий вміст родючих морських осадових відкладів величезні ділянки ґрунту на узбережжі — так звані марші — дуже родючі. Приналежний Німеччині колись пустельний острів Гельголанд сьогодні є популярним курортом.

### Узбережжя Нідерландів
Нідерланди, західний сусід Німеччини, — країна відносно невелика, тим не менш, довжина її берегової лінії становить 451 км. Зі століття в століття захищаючи береги від руйнівних хвиль Північного моря, голландці створили цілу систему захисних валів, дамб, каналів і шлюзів. Досвід з осушення озер, заток і ділянок узбережжя в цих краях має давні традиції, які сьогодні примножені найскладнішою технікою, яка використовується при будівництві нових водозахисних споруд. Невід'ємна частина пейзажу Голландії — вітряні млини, які допомагають перекачувати воду та перетворювати солоні болота в родючі поля; саме у такий спосіб на місці затоки Зюйдерзеє свого часу виник найбільший і знаменитий польдер країни. У 1958 році Нідерланди розпочали реалізацію меліоративної програми «Дельта-план», і за три десятки років територія країни з 32,4 тис. км² (1950) збільшилася до 36,9 тис. км² (1980). За сторіччя наполегливої праці голландцям вдалося відвоювати в моря значні площі, і сьогодні близько 40 % території цієї держави перебуває нижче від рівня моря, а майже 35 % — виступає над морем не більше ніж на 1 м. На сході країни розташовані горбисті моренні рівнини, захищені з боку моря грядами, які виникли тут відносно недавно — приблизно тисячу років тому. Голландії належать Західно-Фризькі острови. У північно-східній провінції Гронінген розвідано велике родовище газу і невеликі — нафти.

### Узбережжя Бельгії
Узбережжя Бельгії — це майже суцільна алювіальна низовина, що підноситься над рівнем моря всього лише на 5 м; тут теж багато родючих польдерів, і деякі з них розташовані нижче від рівня моря. Кілька гряд піщаних дюн утворюють вздовж берега «захисний пояс» завширшки майже 4 км і висотою до 30-40 м над рівнем моря. З території Бельгії в Північне море впадають такі повноводні річки, як Маас, Шельда. Устя Рейну, Маасу, Шельди та інших річок надійно захищені від несподіваного вторгнення хвиль Північного моря системою гребель, оснащених хитромудрими шлюзами.

### Узбережжя Великої Британії
На заході Північне море обмежене Великою Британією, найбільшим з Британських островів. Це сусідство створює додаткову температурну аномалію: взимку тут набагато тепліше, ніж в інших регіонах, що розташовані на тій же географічній широті — середньомісячна температура січня тут коливається в межах 4-7 °C. Водночас через близькість моря влітку біля берегів Великої Британії прохолодно і температура не піднімається вище 13-17 °С. Кількість опадів помірна — 750 мм на рік (для порівняння: на заході Норвегії — 2000-3000 мм). У тутешніх річок зазвичай довгі воронкоподібні гирла — естуарії, з яких річкові осади виносяться далеко в море. У захищених від хвиль естуаріях, штучно поглиблених для зручності судноплавства, розташовані великі морські порти. Один з них, шотландський Абердин, раніше обслуговував риболовецькі флотилії, що промишляли в Північній Атлантиці і Північному морі, а сьогодні це ще й великий промисловий вузол, де сходяться нафто- і газопроводи, що йдуть з родовищ Північного моря. Розвідані на шельфі запаси нафти і газу стали важливою підмогою для економіки, і сьогодні Велика Британія є другим (після Росії) виробником вуглеводнів в Європі. Перші поселенці на шотландському узбережжі оселилися на мисі Кіннердс-Гед. Тут було засновано місто Фрейзерборо, що стало головним портом риболовецьких флотилій і центром рибопереробної промисловості. Розташований на північ від Шотландії Оркнейський архіпелаг складається з майже семи десятків островів площею 975 км². Головна археологічна звабинка цих місць — поселення пізнього неоліту та мегаліти, побудовані за 2,5-3 тисячі років до н. е.. Місцеві жителі, як і в давнину, займаються ловлею риби, а також розводять велику рогату худобу й овець.

### Узбережжя Норвегії
Східний кордон Північного моря частково проходить вздовж південно-західного узбережжя Норвегії. Для цієї ділянки берегової лінії характерні фіорди — вузькі, довгі, що глибоко вдаються в сушу розгалужені річкові долини зі стрімкими краями. У складно розчленованих берегів раз у раз зустрічаються невеликі, переважно скелясті острови — так звані шхери. У 1960-ті роки на шельфі Норвезького і Північного морів геологи виявили багаті родовища нафти і газу, і в 1971 році на морському дні було встановлено обладнання для видобутку цих корисних копалин. Норвегія, ставши володаркою одного з найефективніших у світі комплексів з видобутку вуглеводневої сировини, швидко увійшла в десятку найбільших світових постачальників енергоносіїв.

### Узбережжя Данії
Південніше Норвегії, за протокою Скагеррак, східна частина Північного моря обмежена данським півостровом Ютландія, на західних берегах якого переважають нескінченні дюни, часто розсіченим затоками або невеликими озерами. На південь від міста Есберг вздовж берега протягнувся ланцюжок Північно-Фризьких островів, які відділені від материка широкими ватами — ділянками, що затоплюються під час припливу. Економіка Данії тісно пов'язана з морем; в першу чергу це традиційне рибальство, яке не так давно було доповнено видобутком і переробкою виявлених на шельфі нафти і газу.

## Біологія
Див. також: Список риб Північного моря
Акваторія моря займає північноморський екорегіон помірної атлантичної зоогеографічної провінції. зоогеографічно донна фауна континентального шельфу й острівних мілин до глибини 200 м належить до атлантичної області бореальної зони.
Шотландське узбережжі славиться своїми численними колоніями північних олуші — білосніжних морських птахів з чорними маховими перами.

## Економічне значення
Влітку і восени в Північному морі починається масова міграція риби.Північне море володіє значними рибними запасами. У морі видобувають тріску, оселедець атлантичний, креветок, палтус та інші види риб. На мілині рибу піймати досить легко, тому там рибалок буває так багато, що часом вони буквально спустошують море; у зв'язку з цим деякі держави час від часу вводять заборону на подальший промисел деяких видів.
Крім цього Північне море — важлива транспортна артерія. Саме тут знаходиться головне перехрестя морських доріг світу, пролягають основні маршрути сполучення між Європою та іншими континентами, а порти узбережжя обробляють понад 20 % усього морського вантажопотоку планети.
На Північному морі розташовані найбільші морські порти світу — Амстердам і Роттердам у Голландії , Антверпен — в Бельгії, Гамбург, Бремен і Вільгельмсгафен — в Німеччині, Лондон, Кінґстон-апон-Халл і Ньюкасл-апон-Тайн — у Великій Британії, Осло і Берґен — в Норвегії.

### Шельфові родовища нафти і газу
Північне море, що досі залишається одним з найважливіших джерел енергоресурсів для Норвегії, а також Великої Британії, Нідерландів і ряду інших країн Європейського союзу, — один з найважливіших у світі нафтогазоносних районів.
Найсприятливіші умови для утворення шельфових родовищ нафти і газу складаються на мілководді, в початковій стадії формування осадових порід (т. зв. процес седиментації). Саме таким місцем і виявилося Північне море, майже все дно якого являє собою ряд величезних нафтогазоносних провінцій. 150 млн років тому у водах цієї неглибокої водойми відсоток кисню був набагато меншим, ніж сьогодні і це уповільнювало розкладання органічних речовин, що активно накопичувалися. За відповідних температури, тиск, а також завдяки роботі бактерій органіка поступово трансформувалася в родовища вуглеводнів.

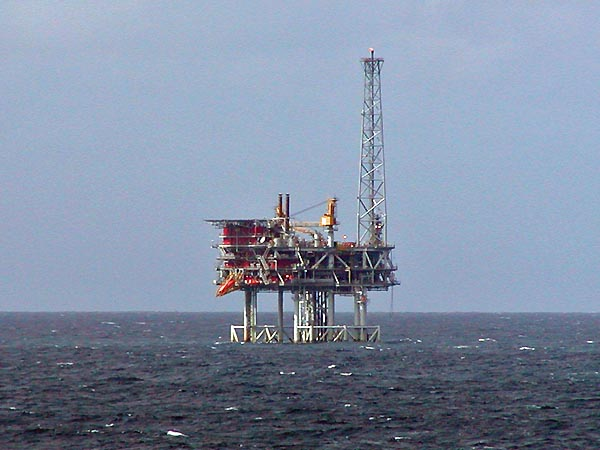
Нафтова платформа в Датському секторі Північного моря.

Активні пошуки шельфових родовищ нафти та підземного газу почалися на шельфі Північного моря майже відразу ж після Другої світової війни (у 50-х роках XX століття), а перші обнадійливі результати були отримані в кінці 1960-х років. З 1971 року почалася експлуатація розвіданих родовищ, першим і найбагатшим з яких виявилося Норвезьке газоносне поле Екофіск (норв. Ekofiskfeltet), звідки вже через шість років «блакитне паливо» по газопроводу довжиною 442 км почало надходити до німецького міста Емден (нім. Emden). Незабаром норвежці розвідали ще кілька великих родовищ — Фрігг (норв. Friggfeltet), Статфіорд (норв. Statfjordfeltet), Хеймдал (норв. Heimdalfeltet), Осеберг (норв. Osebergfeltet), Ґуллфакс (норв. Gullfaksfeltet) (їх освоюють з 1970-80-х років), а потім і Тролл (норв. Trollfeltet) — найбільше в Північному морі (воно знаходиться за 60 км від берега). З бурових платформ на берег йде сирий газ, де його очищують і по трубопроводу довжиною 1 100 км поставляють до Бельгії і Німеччини. Відмовившись від обробки газу на місці його видобутку, газовики не тільки збільшили добовий видобуток до 100 млн м³, а й перевели роботу платформи в автоматичний режим, керуючи нею з берега. Норвезький газ надходить у Німеччину, Бельгію, Велику Британію та Францію двома магістралями, з яких східна йде до Німеччини (три газопроводи: Норпайп, Європайп і Європайп ΙΙ), а західна гілка постачає газ в Бельгію (Зеєпайп) та Францію (Франпайп); споруджений газопровід і до Британських островів (Вестерлед). Загальна пропускна здатність всієї системи — понад 286 млн м³ на день.
Біля берегів Шотландії також знайшли кілька родовищ нафти і газу, перше з яких — Фортіс (англ. Forties) — знаходиться за 180 км від берега; сьогодні по трубопроводу, прокладеному по дну затоки Груден, нафта з цього родовища надходить у Абердин, що став найбільшим на берегах Північного моря центром нафтопереробки. Характерні силуети нафтовидобувних платформ сьогодні можна зустріти у відкритому морі, починаючи від Леман-Банк, що знаходиться на широті міста Бектон в південній частині Північного моря, до найпівнічніших регіонів — як, наприклад, нафтоносна провінція Беріл на широті Оркнейських островів. Також біля берегу графства Лінкольншир розташоване газове родовище Вікінг, продукція якого доставляється по газопроводу діаметром 700 мм та довжиною 138 км від платформи-хабу Viking AR на береговий приймальний термінал, що входить до системи LOGGS.
У данській зоні знаходяться нафтогазові родовища Тіра та Дан.
Весь шельф Північного моря поділений між Великою Британією, Норвегією, Данією, Німеччиною і Голландією на економічні зони експлуатації. Найбільші родовища вуглеводневої сировини належать Великій Британії та Норвегії: щорічно обидві ці країни видобувають як мінімум по 100 млн т нафти. Від глибини залягання нафти і газу, а також природних умов залежить і ступінь технічної складності видобутку (наприклад, розробка британського родовища Леман-Банк ведеться на глибині 30 м, Фортіс — 115 м, Беріл (англ. Bereel) — 125 м, а норвезького Екофіск (норв. Ekofiskfeltet) — на глибині 70 м), хоча майже 90 % нафти з шельфових родовищ видобувається з глибин, що не перевищують 60 м. З технічної точки зору найскладніша ділянка дна знаходиться між норвезьким родовищем Екофіск і узбережжям цієї країни.
До найбагатших родовищ нафти і газу з морського дна прокладені труби великого діаметра; деякі трубопроводи досягають декількох сотень кілометрів в довжину. У залежності від рельєфу дна і морських течій трубопроводи кріплять до дна за допомогою скельних або бетонних блоків, що лежать на бетонних же опорах. Але і в цих випадках не виключена небезпека пошкодження трубопроводу якорями суден або риболовецькими сітками, а також донними осадами, що переміщуються під час штормів; велику загрозу для довкілля представляє і корозія труб. Щоб убезпечити таку підводну споруду, дно вздовж трубопроводу вистилають спеціальними матами, які ще називають «підводними газонами».

## Порти
- Нідерланди
Роттердам
Амстердам
Дордрехт
Гронінген
Гарлем
Маастрихт
Роттердам
Утрехт
- Велика Британія
Абердин
Дувр
Гренджмут
Керкволл
Лервік
Пітергед
Лондон
Единбург
- Бельгія
Антверпен
Брюссель
Льєж
- Данія
Ольборґ
- Німеччина
Гамбурґ
Бремен
Бремергафен
Куксгафен
Емден
Ольденбург
- Норвегія
Берген
Осло
Гауґесунн
Ставангер

## Екологія
Води заток і фіордів болісно реагують навіть на незначне забруднення комунальними, промисловими або сільськогосподарськими відходами; для екологічного балансу окраїнних морів — наприклад, Балтійського, Середземного чи Північного — ця небезпека також досить велика. Стаючи частиною харчових ланцюгів рослин і тварин, забруднення стають причиною їх загибелі або поступового виродження; за добу в Північне море потрапляє майже 400 тис. т відходів.
Як наслідок змивання в море сільськогосподарських добрив, розрахованих на підвищення врожаю, у Північне море з Балтійського виноситься маса дрібних водоростей — фітопланктону — першої ланки харчового ланцюга.